# KR Весов
KR Весов (лат. KR Librae) — одиночная переменная звезда в созвездии Весов на расстоянии (вычисленном из значения параллакса) приблизительно 7374 световых лет (около 2261 парсека) от Солнца. Видимая звёздная величина звезды — от +14,4m до +12,8m.

## Характеристики
KR Весов — пульсирующая полуправильная переменная звезда (SR:).